# 枚方市立牧野小学校
枚方市立牧野小学校（ひらかたしりつ まきのしょうがっこう）は、大阪府枚方市上島東町にある公立小学校。
地域が宅地化したことに伴い児童数が増加したため、1969年に枚方市立殿山第二小学校より分離開校した。その後さらに児童数の増加が予想されたため、1972年に牧野小学校より枚方市立北牧野小学校を分離した。しかし、近年の少子化の影響により児童数が減少したため2000年に北牧野小学校を再統合している。
なお、現在の枚方市立殿山第一小学校は、かつて一帯が北河内郡牧野村だった時代（1935年まで）、「牧野小学校」を名乗っていたことがある。

## 沿革
- 1969年4月1日 - 枚方市立殿山第二小学校より分離開校。
- 1971年 - 体育館、プール完成。
- 1972年4月1日 - 枚方市立北牧野小学校（枚方市牧野北町11-1）を分離。
- 2000年4月1日 - 枚方市立北牧野小学校と再統合。

## 通学区域
- 枚方市 宇山町（一部）、上島町、上島東町、西招提町（市道牧野長尾線以北）、牧野北町（一部を除く）、牧野下島町、南船橋1丁目・2丁目、養父西町、養父東町（市道牧野長尾線以北）、養父元町。

卒業生は基本的に枚方市立第三中学校に進学する。

## 交通
- 京阪本線 牧野駅 北へ約1.4km。
- 京阪本線 樟葉駅 南へ約2km。
- 京阪バス 牧野小学校バス停。